# 18 Months
18 Months (deutsch: 18 Monate) ist das dritte Studioalbum des schottischen Sängers und Produzenten Calvin Harris. Es wurde im Oktober 2012 weltweit veröffentlicht und erreichte Platz eins in England und Platz zwei in Irland. Aus diesem Album wurden bisher acht Singles veröffentlicht, welche sich im Vereinigten Königreich alle in den Top 10 platzieren konnten. Damit hält er in diesem Land den Rekord mit den meisten Top-10-Singles aus einem einzigen Album, nun vor Michael Jacksons Alben Bad und Dangerous mit jeweils sieben Auskopplungen.

## Entstehung
Der Albumtitel ist sowohl eine Anspielung auf die lange Produktionszeit des Albums. 18 Monate vor Fertigstellung des Albums hatte sich Harris entschlossen, sein Augenmerk auf Musikproduktion und die Tätigkeit als DJ zu legen. Die Arbeit mit den Gastkünstlern bereitete Harris viel Freude, weil es sich um Musiker handelte, mit denen er schon länger im Studio arbeiten wollte. Auf der anderen Seite war es für ihn ein verkaufsförderndes Experiment, bei dem er herausfinden wollte, wie viele namhafte Musiker er auf diesem Album versammeln könne. Zudem war die Beteiligung dieser Künstler ein Grund für die lange Entstehungsdauer des Albums. Zwar zeigten sich einige Leute skeptisch, ob dieses Experiment überhaupt funktionieren wird, doch der Erfolg der ersten Single We Found Love mit Rihanna räumte diese Zweifel aus.

## Titelliste
Sämtliche Musik wurde von Calvin Harris komponiert sowie produziert.
| Nr.          | Titel                    | Autor(en)                                              | Gastmusiker                                        | Länge |
| ------------ | ------------------------ | ------------------------------------------------------ | -------------------------------------------------- | ----- |
| 1.           | Green Valley             | Calvin Harris                                          |                                                    | 1:49  |
| 2.           | Bounce                   | Harris                                                 | Kelis                                              | 3:42  |
| 3.           | Feel So Close            | Harris                                                 |                                                    | 3:26  |
| 4.           | We Found Love            | Harris                                                 | Rihanna feat. Calvin Harris                        | 3:35  |
| 5.           | We’ll Be Coming Back     | Harris, Eliot Gleave                                   | Example                                            | 3:54  |
| 6.           | Mansion                  | Harris                                                 |                                                    | 2:07  |
| 7.           | Iron                     | Harris, Nick Rotteveel                                 | Nicky Romero & Calvin Harris                       | 3:39  |
| 8.           | I Need Your Love         | Harris, Elena Goulding                                 | Ellie Goulding                                     | 3:54  |
| 9.           | Drinking from the Bottle | Harris, Patrick Okogwu, James F. Reynolds, Mark Knight | Tinie Tempah                                       | 4:00  |
| 10.          | Sweet Nothing            | Harris, Florence Welch, Tom Hull                       | Florence Welch                                     | 3:32  |
| 11.          | School                   | Harris                                                 |                                                    | 1:47  |
| 12.          | Here 2 China             | Harris, Dylan Mills, Dillon Francis                    | Calvin Harris & Dillon Francis feat. Dizzee Rascal | 2:32  |
| 13.          | Let’s Go                 | Harris, Shaffer Smith                                  | Ne-Yo                                              | 3:52  |
| 14.          | Awooga                   | Harris                                                 |                                                    | 3:51  |
| 15.          | Thinking About You       | Harris, Ayah Marar                                     | Ayah Marar                                         | 4:07  |
| Gesamtlänge: | Gesamtlänge:             | Gesamtlänge:                                           | Gesamtlänge:                                       | 49:47 |

## Kommerzieller Erfolg

### Chartplatzierungen

#### Album
| ChartsChartplatzierungen       | Höchstplatzierung | Wochen |
| ------------------------------ | ----------------- | ------ |
| Deutschland (GfK)              | 63 (1 Wo.)        | 1      |
| Österreich (Ö3)                | 52 (1 Wo.)        | 1      |
| Schweiz (IFPI)                 | 30 (6 Wo.)        | 6      |
| Vereinigte Staaten (Billboard) | 19 (20 Wo.)       | 20     |
| Vereinigtes Königreich (OCC)   | 1 (109 Wo.)       | 109    |

| ChartsJahrescharts (2012)    | Platzierung |
| ---------------------------- | ----------- |
| Vereinigtes Königreich (OCC) | 17          |

#### Singles
| Jahr | Titel                    | Höchstplatzierung, Gesamtwochen, AuszeichnungChartplatzierungen (Jahr, Titel, , Platzierungen, Wochen, Auszeichnungen, Anmerkungen) | Höchstplatzierung, Gesamtwochen, AuszeichnungChartplatzierungen (Jahr, Titel, , Platzierungen, Wochen, Auszeichnungen, Anmerkungen) | Höchstplatzierung, Gesamtwochen, AuszeichnungChartplatzierungen (Jahr, Titel, , Platzierungen, Wochen, Auszeichnungen, Anmerkungen) | Höchstplatzierung, Gesamtwochen, AuszeichnungChartplatzierungen (Jahr, Titel, , Platzierungen, Wochen, Auszeichnungen, Anmerkungen) | Höchstplatzierung, Gesamtwochen, AuszeichnungChartplatzierungen (Jahr, Titel, , Platzierungen, Wochen, Auszeichnungen, Anmerkungen) | Anmerkungen                                                 |
| Jahr | Titel                    | DE | AT | CH | UK | US | Anmerkungen                                                 |
| ---- | ------------------------ | --- | --- | --- | --- | --- | ----------------------------------------------------------- |
| 2011 | Bounce                   | — | — | — | UK2 (24 Wo.)UK | — | Erstveröffentlichung: 17. Juni 2011 feat. Kelis             |
| 2011 | Feel So Close            | — | — | CH57 (8 Wo.)CH | UK2 (24 Wo.)UK | US12 (26 Wo.)US | Erstveröffentlichung: 19. August 2011                       |
| 2011 | We Found Love            | DE1 (34 Wo.)DE | AT2 (23 Wo.)AT | CH1 (33 Wo.)CH | UK1 (54 Wo.)UK | US1 (41 Wo.)US | Erstveröffentlichung: 22. September 2011 mit Rihanna        |
| 2012 | Let’s Go                 | DE59 (10 Wo.)DE | AT49 (8 Wo.)AT | CH40 (5 Wo.)CH | UK2 (18 Wo.)UK | US17 (20 Wo.)US | Erstveröffentlichung: 30. März 2012 feat. Ne-Yo             |
| 2012 | We’ll Be Coming Back     | — | — | — | UK2 (17 Wo.)UK | — | Erstveröffentlichung: 27. Juli 2012 feat. Example           |
| 2012 | Sweet Nothing            | DE19 (28 Wo.)DE | AT29 (21 Wo.)AT | CH36 (19 Wo.)CH | UK1 (21 Wo.)UK | US10 (27 Wo.)US | Erstveröffentlichung: 14. Oktober 2012 feat. Florence Welch |
| 2013 | Drinking from the Bottle | — | — | — | UK5 (31 Wo.)UK | — | Erstveröffentlichung: 27. Januar 2013 feat. Tinie Tempah    |
| 2013 | I Need Your Love         | DE13 (36 Wo.)DE | AT3 (27 Wo.)AT | CH6 (25 Wo.)CH | UK4 (29 Wo.)UK | US16 (25 Wo.)US | Erstveröffentlichung: 2. April 2013 feat. Ellie Goulding    |
| 2013 | Thinking About You       | DE56 (9 Wo.)DE | AT66 (1 Wo.)AT | CH58 (7 Wo.)CH | UK8 (16 Wo.)UK | US86 (6 Wo.)US | Erstveröffentlichung: 4. August 2013 feat. Ayah Marar       |

### Auszeichnungen für Musikverkäufe
| Land/Region                  | Auszeichnungen für Musikverkäufe (Land/Region, Auszeichnung, Verkäufe) | Verkäufe  |
| ---------------------------- | ---------------------------------------------------------------------- | --------- |
| Australien (ARIA)            | 2× Platin                                                              | 140.000   |
| Brasilien (PMB)              | 2× Platin                                                              | 80.000    |
| Dänemark (IFPI)              | Gold                                                                   | 10.000    |
| Irland (IRMA)                | Platin                                                                 | 15.000    |
| Italien (FIMI)               | Gold                                                                   | 25.000    |
| Kanada (MC)                  | 2× Platin                                                              | 160.000   |
| Mexiko (AMPROFON)            | Platin                                                                 | 60.000    |
| Neuseeland (RMNZ)            | 3× Platin                                                              | 45.000    |
| Polen (ZPAV)                 | Platin                                                                 | 20.000    |
| Schweden (IFPI)              | Platin                                                                 | 40.000    |
| Vereinigte Staaten (RIAA)    | Platin                                                                 | 1.000.000 |
| Vereinigtes Königreich (BPI) | 4× Platin                                                              | 1.200.000 |
| Insgesamt                    | 2× Gold · 18× Platin ·                                                 | 2.795.000 |

Hauptartikel: Calvin Harris/Auszeichnungen für Musikverkäufe

## Besetzung
- Gesang, Instrumente, Arrangements: Calvin Harris
- Gesang Bounce, We Found Love, We'll Be Coming Back, I Need Your Love, Sweet Nothing, Let’s Go, Thinking About You: Kelis, Rihanna, Example, Ellie Goulding, Florence Welch, Ne-Yo, Ayah Marar
- Rap/Gesang Drinking from the Bottle, Here 2 China: Tinie Tempah, Dizzee Rascal